# Expediente Picasso

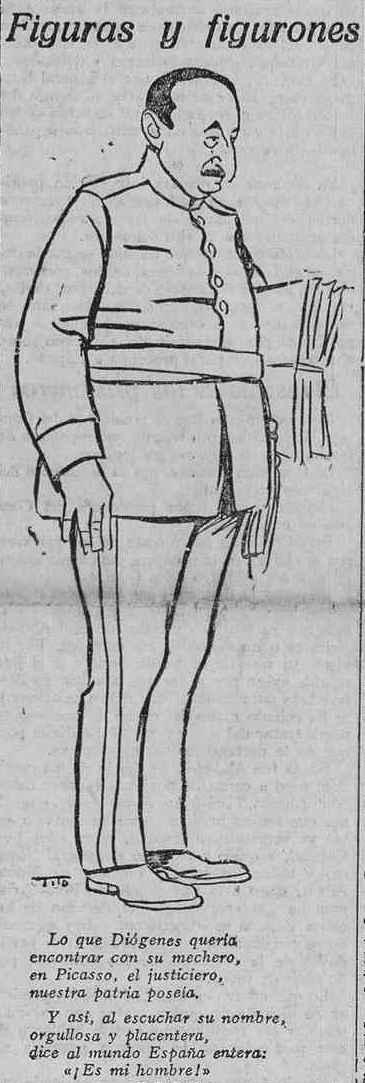
Caricatura del general Juan Picasso portando el Expediente, aparecida en diciembre de 1922 en el periódico La Libertad. El pie de la caricatura dice:
«Lo que Diógenes quería
encontrar con su mechero,
en Picasso, el justiciero,
nuestro país poseía.
Y así, al escuchar su nombre,
orgullosa y placentera,
dice al mundo España entera:
"¡Es mi hombre!"»

El Expediente Picasso es el nombre con el que se conoce al informe redactado por el general Juan Picasso, destinado en el Consejo Supremo de Guerra y Marina, máximo órgano de la jurisdicción militar, en relación con los hechos acontecidos en la Comandancia General de Melilla en los meses de julio y agosto de 1921, conocidos como el «Desastre de Annual». 
Al año siguiente el general Picasso presentó sus conclusiones al Consejo Supremo de Guerra y Marina en un resumen de cuatrocientas páginas. El gobierno presidido por el conservador José Sánchez Guerra decidió entonces llevar el Expediente Picasso al Congreso de los Diputados, donde se formó en julio de 1922 una primera Comisión de Responsabilidades. Esta presentó su dictamen (en realidad fueron tres) a las Cortes en noviembre, dando lugar a un intenso debate. De hecho durante ese tiempo el Expediente se convirtió en el problema político más importante del país. En julio de 1923 se formó una segunda Comisión de Responsabilidades que no pudo emitir ningún dictamen porque se lo impidió el golpe de Estado de Primo de Rivera de septiembre de 1923. Primo de Rivera cerró las Cortes y dio carpetazo al Expediente. 
La Segunda República Española, proclamada en abril de 1931, volvió a formar una nueva Comisión de Responsabilidades que se centró en la actuación del exrey Alfonso XIII, que fue condenado in absentia por «alta traición» en noviembre de 1931. Las nuevas Cortes surgidas de las elecciones de noviembre de 1933, con mayoría del centro y de la derecha, pasaron el asunto al Tribunal Supremo pero este dictaminó el 9 de julio de 1935 el archivo de la causa porque no se apreciaban más hechos punibles que los ya juzgados (la única sentencia dictada por el «Desastre de Annual» había sido el arresto militar de seis meses del general Dámaso Berenguer). Sobre las posibles responsabilidades políticas, el Supremo concluyó que las únicas que pudieran derivarse estarían sujetas «al juicio de la historia, y sólo exigibles por la opinión pública o por medio de sus órganos representativos». Aquí acabó el recorrido judicial (y político) del Expediente Picasso.

## Antecedentes
Entre finales de julio y principios de agosto de 1921 se produjo la mayor derrota del Ejército colonial español en el Protectorado de Marruecos. En el que sería conocido como el «Desastre de Annual», murieron más de 8 000 hombres —la mayor parte de ellos soldados de reemplazo— incluido el general Fernández Silvestre que comandaba las tropas y que durante varios años había sido miembro de la Casa Militar del rey Alfonso XIII. El territorio de control efectivo español en el Protectorado se vio reducido a las plazas de Ceuta y Melilla, y a Tetuán y Larache, con lo que se perdieron todos los avances conseguidos en la anterior campaña, la de 1912-1913. Los vencedores de Annual, la República del Rif liderada por Abd el-Krim, se apoderaron de 20 000 rifles y de 200 cañones e hicieron varios centenares de prisioneros españoles.
La conmoción que causó en España la tragedia fue enorme. El gobierno presidido por el conservador Manuel Allendesalazar intentó ocultar los hechos imponiendo la censura a la prensa, pero estos se acabaron conociendo y el 11 de agosto dimitió. Alfonso XIII le encargó formar gobierno al viejo líder conservador Antonio Maura que logró contar con el apoyo de los dos partidos del turno, de los catalanistas de Francesc Cambó, de los reformistas de Melquíades Álvarez e incluso de los republicanos de Alejandro Lerroux. Los socialistas no se pronunciaron. Maura apoyó la decisión que había tomado Allendesalazar antes de dimitir de nombrar al general Juan Picasso para que elaborara un informe sobre lo ocurrido en Marruecos.
Un ejemplo del impacto que causó el «desastre de Annual» fue la sonada intervención del diputado socialista Indalecio Prieto en las Cortes el 27 de octubre de 1921. Tras realizar un relato esperpéntico de lo que era la guerra de Marruecos (dijo, por ejemplo, que Melilla era «un lupanar y una ladronera»), lanzó acusaciones directas contra el rey Alfonso XIII, que provocaron continuas protestas de la mayoría de los diputados y la intervención del presidente de la Cámara en defensa de la persona «que, por su prerrogativa, está aquí fuera de toda crítica». Pero Prieto continuó: el Alto Comisario Dámaso Berenguer había sido nombrado por «su gran influencia sobre el ánimo de cierta personalidad»; el general Silvestre había actuado de la forma que lo hizo porque había sido autorizado por el monarca... Y acabó con una frase que provocó un gran tumulto: «Aquellos campos de dominio [de Marruecos] son hoy campos de muerte: ocho mil cadáveres parece que se agrupan en torno de las gradas del trono en demanda de justicia». En un discurso posterior pronunciado fuera del Parlamento Prieto dijo: «una catástrofe como la de Annual en los pueblos que tienen vitalidad se liquida con una revolución que derriba al causante de la misma». Por todo ello Prieto fue procesado judicialmente.

## Historia

### La instrucción del expediente
Tras el derrumbamiento militar, el Alto Comisario de España en Marruecos, el general Dámaso Berenguer, solicitó al ministro de la Guerra que un oficial general, nombrado por aquel, investigase los hechos y depurase las responsabilidades a que hubiera lugar. Mediante la Real Orden de 4 de agosto de 1921, Luis de Marichalar y Monreal, vizconde de Eza, ministro de la Guerra, nombró al general Juan Picasso para que investigara en la propia plaza de Melilla los hechos ocurridos, con la ayuda del auditor de brigada Juan Martínez de la Vega y Zegrí. Sin embargo, el desastre se reveló de tal envergadura que el gobierno de Allendesalazar se vio obligado a dimitir. En agosto de 1921, el rey Alfonso XIII encarga formar Gobierno a Antonio Maura, que nombró a Juan de la Cierva como ministro de la Guerra. 
Picasso ya había comenzado sus investigaciones en Melilla, y el 15 de agosto envió al general Berenguer un escrito solicitando los planes de operaciones que habían guiado la actuación del general Silvestre y sus tropas. El general Berenguer, trasladó el escrito al ministro de la Guerra el 20 de agosto, solicitando instrucciones al respecto y manifestando así mismo que no se consideraba autorizado a proporcionar tal información por ser materia reservada. Presionado el ministro, se dictó una nueva Real Orden el 24 de agosto, aclarando al general Picasso que los acuerdos, planes o disposiciones del Alto Comisario quedaban fuera de sus investigaciones, y que debía limitarse a los hechos realizados por los jefes, oficiales y tropa para deducir responsabilidades en los casos en los que no se hubieran cumplido las obligaciones militares. 
El 31 de agosto el general manifestó en carta al ministro su desacuerdo con la Real Orden, alegando que se debía investigar sin exceptuar a nadie, incluidas las más altas instancias del mando, ya que no se podían reducir las responsabilidades a «sucesos incidentales, consecuencia natural y obligada de los errores y desaciertos del mando». Ofrecía asimismo la posibilidad de que se le relevase de la comisión encargada para continuar su trabajo como representante militar español ante la Sociedad de las Naciones. La respuesta fue positiva. Una orden de 1 de septiembre le autorizaba a examinar a todo el personal militar pues en ella se precisaba que la investigación «se contraería a los hechos realizados […], sin excepción alguna».
En Melilla el general Picasso tomó declaración a setenta y nueve personas, sólo en relación con Annual. Uno a uno, escribió «Muerto», «Desaparecido», «Presente» o «Plaza» junto a los nombres de los soldados y oficiales que se vieron envueltos en el Desastre. El 23 de enero de 1922, tras seis meses de trabajo, el general regresa a Madrid con un abultado expediente de 2433 folios. El 18 de abril de 1922 el general entregó el expediente (y un resumen final redactado por él mismo) al Ministerio de la Guerra.
Mientras el general Picasso instruía el expediente fue creciendo la idea entre ciertos sectores del país de que la causa contra los responsables del "desastre de Annual" no llevaría a ninguna parte. Así lo atestiguan estas coplillas de Luis de Tapia publicadas en el periódico La Libertad el 6 de septiembre de 1921 con el título Ni caso, y en el que se hace una alusión a la posible responsabilidad del rey:

Si en telegramas o cables
oís decir que Picasso
va a encontrar responsables...
no hagáis caso...
Los errores fueron ciertos;
pero en asuntos de guerra,
a las causas y a los muertos
se les echa tierra...
¡La plancha será no chica
si en buscar en lo alto da!
Si Picasso en lo alto pica,
marrará.

Los socialistas también mostraron su desconfianza sobre el informe que pudiera elaborar el general Picasso y sobre su virtualidad política y judicial. Así lo manifestó el diputado socialista Indalecio Prieto: «Quien quiera enterarse de lo ocurrido en la zona de Melilla, por esta información […], no se enterará de nada […]. Veinte generaciones de ratones harán sus nidos en esta montaña de papel. He aquí en qué parará toda la depuración de responsabilidades a través de las investigaciones oficiales». En mayo de 1922 Prieto volvió a insistir: «Al cabo de los meses transcurridos, no hay ante el país ni la sombra de la existencia de una responsabilidad, ni siquiera un propósito evidenciado de que en busca de la responsabilidad se camine con paso firme y seguro. Picasso no existe; Picasso ya, en labios de los españoles, es una ficción, una entelequia, en lenguaje vulgar, señor ministro de la Guerra, un camelo». También se mostró escéptico el escritor Miguel de Unamuno, furibundo antialfonsino («la primera persona del Estado es quien tiene la culpa de todo lo bochornoso e ilegal que ocurre en nuestra Patria», había dicho públicamente sobre Alfonso XIII). En una intervención en el Ateneo de Madrid en marzo de 1922 dijo en referencia al Expediente Picasso que «ya se disolverá eso con cualquier pretexto; yo, sin embargo, me alegraría que se discutiera [pues] tengo ganas de ver en qué queda eso que yo llamo la "santiagada"».

### El Expediente Picasso en el Consejo Supremo de Guerra y Marina
Por Real Orden comunicada el 21 de abril de 1922, el Consejo Supremo de Guerra y Marina recibió el expediente, pasándolo el 24 de abril al fiscal militar, José García Moreno, que el 26 de junio lo devolvió al Consejo Supremo, pronunciándose por «pasar lo actuado al reunido, en Sala de Justicia, por haber hallado indicios de responsabilidades penales, solicitando ratificar todos los testimonios y subsanar las deficiencias halladas; abrir expediente para detallar méritos y recompensas; y comunicar lo actuado al Ministerio de la Guerra». Dos días más tarde, el 28 de junio, el fiscal togado, Ángel Romanos, remitió un escrito al Consejo identificándose con el informe del fiscal militar. 
Lo que presentó el general Picasso fue un resumen de unas cuatrocientas páginas, en el que imputaba al Mando en primer lugar, ya que «con inconsciencia, con incapacidad, con aturdimiento o temeridad ha provocado el derrumbamiento de la artificiosa construcción del territorio». «El expediente revelaba hechos dramáticos y acciones, algunas heroicas, otras cobardes, y subrayaba la desorganización, la incompetencia y los errores estratégicos del mando».
En la reunión del 6 de julio, el Consejo Supremo de Guerra y Marina, presidido por el general Francisco Aguilera, decidió procesar a 39 militares por negligencia o abandono de su deber en Annual, además de los 37 oficiales que aparecían imputados en el propio expediente Picasso. Entre los encausados se incluía al general Dámaso Berenguer, Alto Comisario de Marruecos cuando ocurrieron los hechos, a quien el Expediente Picasso no acusaba pero del que se criticaba la estrategia que había seguido. Así el 10 de julio el pleno del Consejo acordó el procesamiento de Berenguer, pidiendo al Senado el suplicatorio correspondiente dada su condición de senador, y por esta razón el general Berenguer dejó el cargo de Alto Comisario. En ese mismo auto se acordó no procesar a ningún civil por no corresponder a la jurisdicción del Consejo, por lo que quedaron fuera del sumario el presidente del gobierno Manuel Allendesalazar y el ministro de la Guerra Juan de la Cierva.

### Comisiones parlamentarias de responsabilidades
Debido a la insistencia de algunos diputados, en particular el socialista Indalecio Prieto, el presidente del gobierno, el conservador José Sánchez Guerra —que el 7 de marzo de 1922 había sucedido a Antonio Maura, quien había presentado su dimisión al rey por las disensiones internas en el seno de su gobierno—, decidió pasar el Expediente Picasso a las Cortes. Este hecho provocó un cambio radical en la opinión de Prieto y de los socialistas. Así, el anteriormente escéptico Indalecio Prieto se deshizo en halagos al Gobierno de Sánchez Guerra por la «prueba de exquisito y de extraordinario respeto dada a la función de la soberanía del Parlamento» y al propio general Picasso, «dignísimo general del Ejército español que ha instruido ese expediente».
El 21 de julio, solo unos pocos días después de haber sido llevado al Congreso de los Diputados el Expediente Picasso, se formó una Comisión de Responsabilidades, uno de cuyos miembros era Prieto. Se la denominó de los «Diecinueve» por el número de diputados que la integraban. El ministro de la Guerra remitió al Presidente del Congreso de los Diputados una relación de testimonios deducidos del expediente y una serie de documentos y telegramas considerados de interés. Conforme la opinión pública fue conociendo el contenido del Expediente fue creciendo la indignación y la exigencia de responsabilidades. De hecho, «durante la segunda mitad de 1922, el Expediente Picasso se convirtió en el centro de la vida política en España».
La Comisión de Responsabilidades hizo público su dictamen el 14 de noviembre de 1922. En realidad fueron tres dictámenes: el de la mayoría conservadora, que defendía que las responsabilidades eran exclusivamente militares y que ya las estaba juzgando el Consejo Supremo de Guerra y Marina; el de los liberales, que también apuntaba al mando militar pero incluía al gabinete conservador de Allendesalazar; y el del socialista Indalecio Prieto, que hacía responsables del «desastre de Annual» a todos los gobiernos de los partidos del turno desde 1909 y exigía el procesamiento del Alto Comisario Berenguer y el del general Felipe Navarro, que todavía estaba prisionero de Abd el-Krim. También pedía que fueran juzgados por el Senado por prevaricación los Gobiernos de Allendesalazar y de Maura.
Las sesiones del Congreso de los Diputados en que se debatieron los dictámenes fueron tormentosas, sobre todo cuando intervinieron Indalecio Prieto, que había viajado a Marruecos y hablado con las víctimas, y el conde de Romanones, que había perdido un hijo en los combates. De hecho los liberales, secundando a Romanones, abandonaron el hemiciclo cuando se votó el dictamen de Prieto, para que fuera rechazado únicamente con los votos de los conservadores. En los encendidos debates parlamentarios del 21 y el 22 de noviembre, Indalecio Prieto responsabilizó directamente al rey Alfonso XIII de lo sucedido, como jefe del Ejército y del Estado. Ante el cariz que tomaban las sesiones parlamentarias el presidente del gobierno Sánchez Guerra decidió presentar su dimisión ante el rey. «Señor Presidente [del Congreso de los Diputados]: en vista de la actitud de las minorías, digo a S.S. que la sesión no puede continuar porque no hay Gobierno, pues yo me marcho desde aquí a Palacio a presentar la dimisión», dijo Sánchez Guerra. El rey nombró como su sustituto al frente de la presidencia del gobierno al liberal Manuel García Prieto y el debate sobre las responsabilidades políticas por el «desastre de Annual» continuó. A partir de entonces, como ha señalado el profesor Francisco Alía Miranda, «el Parlamento se convirtió en una auténtica pesadilla para el monarca, con el asunto de las responsabilidades debatiéndose abiertamente en comisiones y discursos».
El 29 de abril de 1923 se celebraron elecciones generales y, como era previsible según los usos de la Restauración, las Cortes surgidas de ellas tuvieron una mayoría liberal, el mismo signo político que el gobierno que las había convocado. Nada más constituirse el 24 de mayo el Consejo Supremo de Guerra y Marina presentó ante el Senado una petición de suplicatorio del general Berenguer, senador por designación del rey. Por su parte en el Congreso de los Diputados se formó el 3 julio, a petición de republicanos y socialistas, una segunda Comisión de Responsabilidades integrada por veintiún diputados y presidida por Bernardo Mateo Sagasta (de la que de nuevo formaba parte el socialista Indalecio Prieto). El 7 de agosto el general Berenguer fue llamado a declarar ante la Comisión. El 11 se negaron a la Comisión las actas de la Junta de Defensa Nacional, y comenzó a rumorearse que el propio rey estaba implicado en el desastre. Ante el cariz que estaban tomando los acontecimientos y la falta de acuerdo de los miembros de la Comisión, acordaron convocar el Pleno de la Cámara para el 2 de octubre y que se efectuase una votación general sobre el asunto. 
Sin embargo, el Pleno nunca llegó a reunirse: el 13 de septiembre el capitán general de Cataluña, Miguel Primo de Rivera, acometió un golpe de Estado, disolvió las Cámaras y proclamó la dictadura con el visto bueno del rey. En unas declaraciones al diario británico Daily Mail el 20 de enero de 1924 el rey justificó su «aceptación» de la Dictadura de Primo de Rivera, porque, entre otras razones, «había que emplear una terapéutica enérgica sobre los tumores malignos que padecíamos en la Península y en África».

### El carpetazo al Expediente Picasso durante la Dictadura de Primo de Rivera
En el manifiesto que hizo público el general Miguel Primo de Rivera para justificar el Golpe de Estado en España de 1923 aludió a las «pasiones tendenciosas alrededor del problema de las responsabilidades». Y a continuación en el manifiesto se decía: «El país no quiere oír hablar más de responsabilidades, sino saberlas, exigirlas pronta y justamente, y esto lo encargaremos, con limitación de plazo, a Tribunales de autoridad moral y desapasionados de cuanto ha envenenado hasta ahora la política». Lo cierto fue que al día siguiente del golpe toda la documentación de la Comisión de Responsabilidades del Congreso de los Diputados fue incautada y el pleno previsto para el 3 de octubre en que se iba a debatir el informe de la Comisión fue suspendido sine die. Nunca se celebraría, «para tranquilidad de Alfonso XIII».
Como haber dado carpetazo definitivo al Expediente Picasso hubiera supuesto dar la razón a los que afirmaban que uno de los motivos del golpe había sido enterrarlo, Primo de Rivera permitió que continuara la actuación del Consejo Supremo de Guerra y Marina —que se ocupaba de las responsabilidades militares y no de las políticas— pero en seguida algunos de sus vocales fueron sustituidos por otros más proclives a absolver a los militares acusados y sin previa consulta a su presidente el general Aguilera, quien por esta razón dimitió en marzo de 1924. Tres meses después se hizo público el fallo contra el general Navarro (2.º Jefe de la Comandancia General de Melilla) y el general Dámaso Berenguer (Alto Comisario de Marruecos cuando se produjo el desastre de Annual). El primero fue absuelto y el segundo fue condenado a una pena leve: la separación del servicio y el pase a la reserva. Y dos semanas después, el 4 de julio, el rey decretaba una amplia amnistía para todos los implicados en la derrota de Annual, incluido el general Berenguer —aunque posteriormente se le impuso una condena de seis meses de arresto militar—. Más tarde el rey Alfonso XIII acabaría nombrando al general Berenguer jefe de su Casa Militar. Como ha señalado el profesor Alía Miranda, «de esta forma, se daba carpetazo al asunto de las responsabilidades sin ninguna consecuencia. [...] La factura que tuvo que pagar el rey por intentar poner fin a su pesadilla personal al final resultaría muy costosa, pues la decisión de unir su suerte a la del dictador y a la de la dictadura lo arrastraría al exilio siete años y medio después».
En un artículo escrito por Indalecio Prieto poco después del golpe de Primo de Rivera señalaba al propio monarca Alfonso XIII como el instigador del mismo con la finalidad de impedir que la Comisión de Responsabilidades pudiera formular ningún tipo de acusación. El artículo acababa así:

¿Qué interés podía tener la Corona en facilitar el triunfo del movimiento militar? Iban a abrirse las Cortes, a plantearse de nuevo ante ellas el problema de las responsabilidades por la hecatombe de Melilla que ya había dado al traste con el anterior Parlamento, en el debate acaso con inculpaciones mutuas se destrozasen los partidos del régimen y asomaran de nuevo altas responsabilidades personales… Quizá este espectáculo demoledor hiciera surgir el motín en las calles. La sedición militar, amparada y tutelada desde arriba podría frustrarlo. Y surgió la extraña sublevación, una sublevación de Real orden.

### El Expediente Picasso durante la Segunda República
Convencido de que Primo de Rivera quería destruirlo, Bernardo Mateo Sagasta, presidente de la Segunda Comisión de Responsabilidades, se lo llevó de los archivos del Congreso y ocultó los legajos en la Escuela Especial de Ingenieros Agrónomos, de la que era director. Allí permaneció hasta el advenimiento de la Segunda República Española en abril de 1931 cuando Sagasta devolvió el expediente al Congreso de los Diputados. Las Cortes Constituyentes, elegidas en junio, se propusieron reanudar los trabajos de la Comisión de Responsabilidades que habían quedado interrumpidos en septiembre de 1923.
La Comisión republicana no llegó a realizar ninguna actuación específica sobre el «desastre de Annual», sino que se centró en las responsabilidades de Alfonso XIII, no solo en su actuación en el «problema de Marruecos» sino sobre todo en su aceptación inconstitucional de la Dictadura de Primo de Rivera. Así el exrey fue procesado y condenado in absentia en las Cortes el 19 y el 20 de noviembre de 1931 por haber incurrido en un delito de alta traición contra la soberanía del pueblo. Por otro lado, el resumen de cuatrocientas páginas elaborado por el general Picasso en 1923 fue publicado ese mismo año, al igual que los informes de la Comisión de Responsabilidades. 
Las nuevas Cortes surgidas de las elecciones de noviembre de 1933, con mayoría del centro y de la derecha, no continuaron con la Comisión de Responsabilidades sino que decidieron el 10 de mayo de 1934 que «los sumarios y diligencias de todas clases» en poder de la Comisión pasasen al Tribunal Supremo para continuar «la sustanciación de cada asunto». Así que el Alto Tribunal abrió la instrucción «para depurar las responsabilidades en que pueda haber incurrido el Mando con motivo de los sucesos ocurridos en la Comandancia General de Melilla en los meses de julio y agosto de 1921», pero el 9 de julio de 1935 dictaminó el archivo de la causa porque no se apreciaban más hechos punibles que los ya juzgados (la única sentencia dictada por el «Desastre de Annual» había sido el arresto militar de seis meses del general Dámaso Berenguer). Sobre las posibles responsabilidades políticas, el Supremo concluyó que las únicas que pudieran derivarse estarían sujetas «al juicio de la historia, y sólo [sic] exigibles por la opinión pública o por medio de sus órganos representativos».
Durante la dictadura del general Franco nada se supo del famoso expediente.

## Las conclusiones del Expediente Picasso
Según María Ángeles Recio García, el general Picasso expuso en su informe los siguientes motivos de la «catástrofe»:
- La desmesurada extensión del frente de operaciones, con una cantidad enorme de guarniciones, totalmente desproporcionada respecto a las fuerzas disponibles en la Comandancia. Que calificaba de «absurda».
- También le parecía a Picasso un error relevante, el haber dejado cabilas armadas en la retaguardia, conforme las iban sometiendo.
- Igualmente, el avanzar temerariamente por territorio insumiso sin haberse extraído lecciones del fracaso de Abarrán. Resaltando aquí, que seis días después de caer Abarrán, Silvestre ocupó Igueriben.
- Asimismo, el haber confiado la seguridad del territorio de retaguardia al cúmulo de posiciones organizadas de manera deficiente, mal provistas e insuficientemente guarnecidas.
- Faltaban también, líneas de apoyo, por si fuera necesario un repliegue.
- Una vez producidos los sucesos, la acumulación en el frente de todas las fuerzas disponibles de la región, dejó sin protección tanto la retaguardia como la Plaza [Melilla].

La concurrencia de los anteriores motivos ―escribía Picasso―, provocó el «descalabro y la desastrosa retirada, sobrevenida impensadamente para el mando».

## Acceso al Expediente Picasso y otros contenidos relacionados con el desastre de Annual
Conocido de forma fragmentaria durante mucho tiempo, el informe Picasso fue recuperado en su totalidad y transferido al Archivo Histórico Nacional en 1990. El Expediente Picasso propiamente dicho consta de 10 piezas y 2418 folios. Todo este contenido ha sido digitalizado y puede consultarse en el Portal de Archivos Españoles (http://pares.mcu.es/ParesBusquedas20/catalogo/description/6831854), donde aparece como "Información Gubernativa instruida para esclarecer los antecedentes y circunstancias que concurrieron en el abandono de posiciones del territorio de la Comandancia General de Melilla en el mes de julio de 1921 (Expediente Picasso)" con signatura "FC-TRIBUNAL_SUPREMO_RESERVADO, Exp.50". La primera pieza contiene un valioso índice del mismo y en las páginas web de cada pieza se detallan en líneas generales los respectivos contenidos.
Junto con el Expediente Picasso propiamente dicho, el Archivo Histórico Nacional contiene una pieza íntimamente relacionada, que incluye testimonios obtenidos con posterioridad, por ejemplo los de los prisioneros españoles implicados en el Desastre de Annual y liberados años más tarde. Tiene como nombre "Causa en única instancia instruida por el Consejo Supremo de Guerra y Marina para depurar las responsabilidades en que pudiera haber incurrido el Mando con motivo de los sucesos desarrollados en el territorio de la Comandancia General de Melilla en los meses de julio y agosto de 1921." y signatura "FC-TRIBUNAL_SUPREMO_RESERVADO, Exp.51". Esta causa posee 39 piezas separadas, todas ellas públicamente accesibles. En el artículo referenciado en las líneas anteriores se puede encontrar una descripción extensa de ambos expedientes, así como su génesis e historia.